# Llista d'equívocs comuns
Aquesta llista no pretén ser exhaustiva.
La llista d'equívocs comuns és sobre les idees i creences errònies més comunes i esteses sobre temes importants que han estat comunicades per fonts fiables. Cada una ha estat discutida en publicacions. Les declaracions següents són correccions basades en fets coneguts.

## Art i cultura

### Cuina
- Marcar la carn no segella la humitat, sinó que fa que la carn perdi més humitat que en trossos equivalents cuits sense marcar. Generalment l'avantage de marcar la carn és la crosta marró amb un gust característic adquirit a través de la reacció de Maillard.[1]
- El glutamat monosòdic no provoca mal de cap ni migranya, així com tampoc altres símptomes de l'anomenada síndrome del restaurant xinès. Tot i això, hi ha informes que apunten a l'existència d'un subconjunt de la població sensible al glutamat monosòdic; aquests informes no han estat realitzats a partir d'estudis amb placebo.[2][3]

## Història antiga i edat moderna
- A l'antiga Roma, el tret arquitectònic anomenat vomitorium era l'entrada a través de la qual les multituds entraven i sortien d'un estadi, no un espai especial utilitzat per a vomitar durant els àpats.[4] Vomitar no era una part comuna de la gastronomia romana.[5]
- Neró no tocava cap instrument durant el gran incendi de Roma (els violins encara no s'havien inventat, i tampoc estava tocant la lira). De fet, segons l'historiador romà Tàcit, un cop es va assabentar de l'incendi, s'afanyà a tornar a Roma per organitzar-hi l'ajuda, pagant-ho amb els seus propis fons, i també va obrir els seus palaus per donar refugi als indigents, i va disposar que es repartissin els aliments per evitar inanició entre els supervivents.[6] Finalment, va fer un nou pla de desenvolupament urbà que intentava fer més difícil que els focs s'estenguessin.[7]
- És cert que l'esperança de vida a l'edat mitjana i anteriorment era baixa; tanmateix, molts consideren que això significa que la gent normalment es moria al voltant dels 30 anys.[8] De fet, l'esperança de vida baixa és una mitjana basada en mortalitat infantil alta, i la durada habitual de la vida dels adults era molt més gran. Un home de 21 anys a Anglaterra medieval, per exemple, tenia una esperança de vida fins als 64 anys.[9]
- No hi ha cap prova sobre si els vikings portaven banyes als seus cascos.[10] De fet, la imatge de vikings amb cascos banyuts prové de l'escenografia d'una producció de 1876 del L'anell del Nibelung, cicle d'òpera de Richard Wagner.[11]
- Canut II de Dinamarca no manava retirar-se a la marea en un atac d'arrogància delirant.[12] La seva intenció, si és que va ocórrer l'incident, era més probable que fos demostrar als membres del seu consell secret que cap persona no és completament poderosa, i tots ens hem de sotmetre a forces més enllà del nostre control, com les marees.
- No hi ha cap prova que les donzelles de ferro s'inventessin a l'edat mitjana o que s'utilitzessin per a la tortura. Es reconstruïren al segle xviii a partir de diversos artefactes trobats en museus per tal de crear objectes espectaculars destinats a exhibicions comercial.[13]
- L'arnès dels soldats europeus no els impedia moure's ni requeria una grua per a posar-los en una sella. Podien lluitar a peu i muntar i desmuntar sense ajuda. De fet, els soldats proveïts amb arnès tenien més mobilitat que els que portaven cota de malla, ja que la cota de malla era més pesada i requeria farciment rígid a sota.[14]
- Els historiadors moderns desmenteixen l'equívoc popular que el cinturó de castedat, un mecanisme dissenyat per impedir a les dones tenir contacte sexual, fos inventat a l'edat mitjana. No accepten com a proves de la seva existència els dibuixos en els "manuscrits autèntics" del segle XV, ni els "gravats autèntics" del segle XVI, ni els "olis autèntics" del segle XVII, dient que aquests suposats "artefactes" són, com a molt antics, del segle xix. Es creu que la majoria dels cinturons de castedat existents són falsificacions o mecanismes antimasturbatoris del segle dinou i de l'inici del segle vint. Els darrers se'n feien a causa de l'estesa creença que la masturbació podia portar a la bogeria, i eren comprats pels pares per a les seves filles adolescents.[15]
- Els esforços de Cristòfor Colom per a aconseguir suports per al seu viatge no van tenir dificultats per la creença dels europeus en una Terra plana. Els mariners i els exploradors d'aquella època sabien que la Terra era aproximadament esfèrica, però estaven en desacord amb el supòsit de Colom que la distància a l'índia era aproximadament un sisè de la distància real. Si les Amèriques no existien, i Colom hagués continuat cap a l'Índia, se l'hi haurien acabat els subministraments abans d'arribar-hi. Sense l'habilitat per a determinar la longitud a la mar, no s'hauria assabentat a temps que el seu supòsit era un error. Moltes de les classes educades creien que la Terra era esfèrica des dels treballs dels filòsofs grecs Plató i Aristòtil.[16][17] Eratòstenes ja va fer un càlcul acurat del diàmetre de la Terra al 240 aC.[18][19][20]

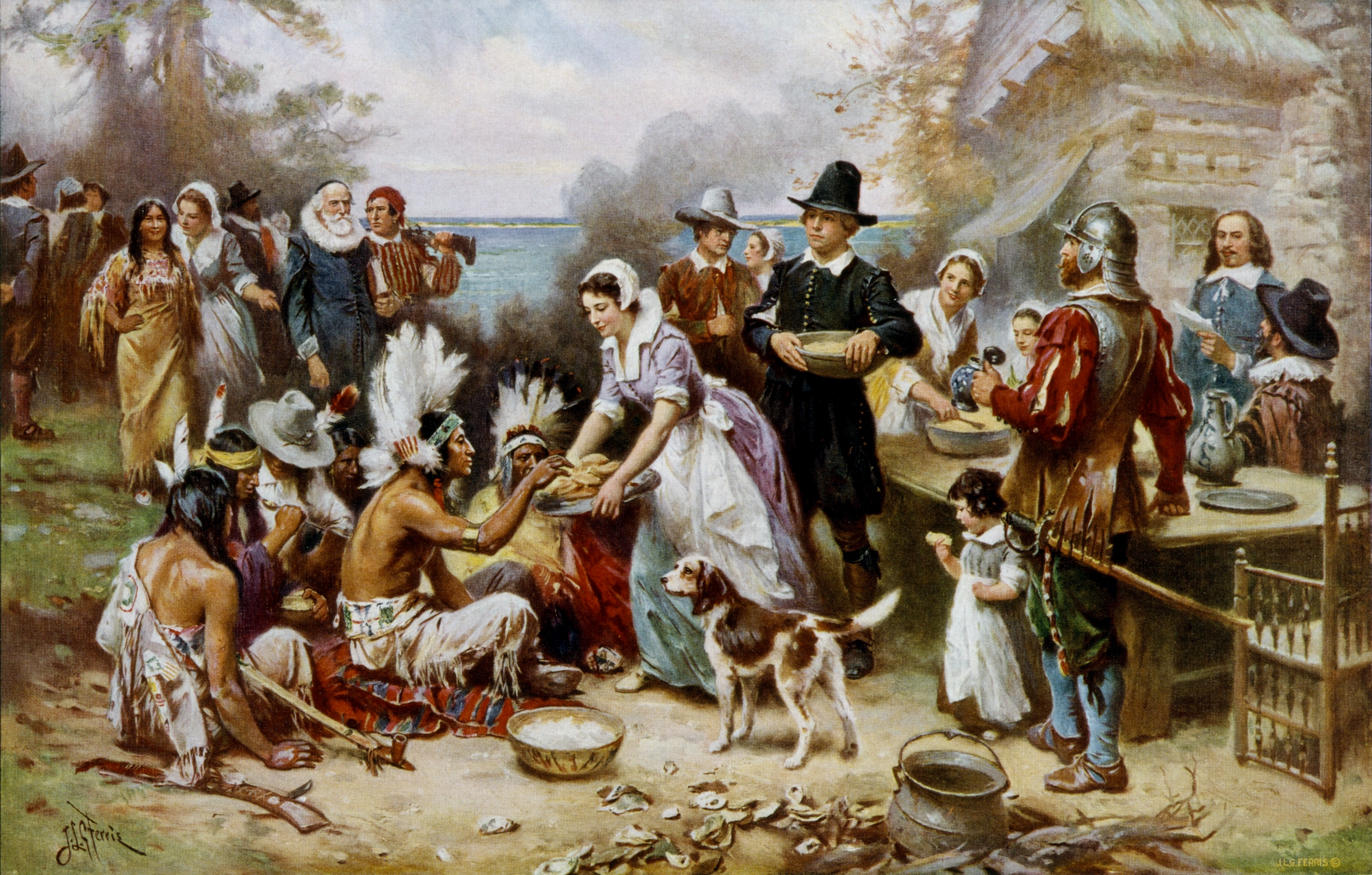
El primer Dia d'acció de gràcies (c. 1914) per Jean Leon Gerome Ferris. Molts dels elements descrits en aquesta pintura són erronis o anacrònics

- Colom no va "descobrir Amèrica" en el sentit d'identificar un continent nou. Encara que alguns historiadors sostenen que sabia que havia trobat una terra entre Europa i Àsia,[21] la majoria dels seus escrits mostren que pensava que havia arribat a la costa oriental d'Àsia.[22] És per això que, en part, se li va posar el nom d'Amerigo Vespucci (que va identificar el nou continent) el 1507, aproximadament un any després de la mort de Colom. Gran part dels desembarcaments que va fer Colom en els seus quatre viatges, incloent-hi l'inicial del 12 d'octubre de 1492 van ser a les illes del Carib. Colom no era el primer europeu que va visitar les Amèriques: com a mínim un explorador, Leif Eriksson, el precedia.
- Hi ha una llegenda que diu que Marco Polo va portar la pasta des de la Xina[23] que es va originar amb el Macaroni Journal, publicat per una associació de la indústria alimentaria amb l'objectiu de promoure l'ús de pasta als Estats Units.[24] Marco Polo descriu un menjar similar a la "lagana" en el seu escrit Els viatges de Marco Polo, però utilitza un terme amb què ja estava familiaritzat. El blat dur o durum, és a dir, la pasta tal com la coneixem actualment, va ser introduïda pels àrabs des de Líbia, durant la seva conquesta de Sicília a finals del segle vii, segons el butlletí de la National Pasta Association,[25] precedint els viatges de Marco Polo a la Xina en aproximadament sis segles.
- Al contrari de la imatge popular dels pares pelegrins, els primers pobladors de la colònia De Plymouth no anaven sempre de negre, i els seus barrets eren més curts i rodons que el barret amb una sivella amb què se'ls acostuma a associar. Realment, la seva moda es basava en la de l'última era elisabetiana: jupons, armilles i gorgeres. Tant els homes com les dones portaven el mateix estil de sabates, mitges, capes, abrics i barrets en una gamma de colors que incloïa vermells, grocs, porpres i verds. Els nens i nenes portaven roba idèntica: una camisa, un vestit llarg fins als turmells, un davantal i una gorra ajustada lligada sota la barbeta. Als set anys, als nois se'ls permetia portar la roba dels adults.[26]
- La Revolució americana no va ser guanyada per l'ús de guerrilla. Encara que hi havia batalles en la Revolució americana en la qual la guerrilla i unes altres tàctiques no tradicionals es contractaven, no n'eren la norma. La guerra era guanyada per l'aprenentatge de l'exèrcit americà a lluitar segons la doctrina de guerra europea, i per l'aliança d'Amèrica amb França.[27]